# スパイダーマン 新アニメシリーズ
『スパイダーマン 新アニメシリーズ』（Spider-Man: The New Animated Series）は、2003年7月11日から2003年9月12日にかけて放送されたアメリカ合衆国のアニメ。

## 日本での展開
2004年4月1日から5月13日まで日本テレビで1話30分、毎週2話（全13話）深夜に「うしみつショー」の枠で放送。その他、地方局でも放送されるようになった。スカイパーフェクTV!のAXNで2004年4月から6月まで放送され。その後、同年6月から9月まではアニマックスでも放送された。
2004年12月3日には、『〜新アニメシリーズ』というタイトルでDVDが発売されているが、次回予告はカットされている。（映像ソフト化を参照）。

## 主なキャラクター
ピーター・パーカー/スパイダーマン
声 - 日本語吹替え: 猪野学/原語: ニール・パトリック・ハリス
本作の主人公。エンパイア・ステート大学の大学生、デイリー・ビューグル社のカメラマン。
メリージェーン・ワトソン
声 - 日本語吹替え: 岡寛恵/原語: リサ・ローブ
ピーター・パーカーの恋人。ピーターとハリーの2人で仲良く会話することもあり、ターボジェット、シカタ、クリスティーナ、シルバー・セーブルなどに襲われることが多かったが、最後はクレイヴンに殺害されて死亡する。
ハリー・オズボーン
声 - 日本語吹替え: 鉄野正豊/原語: アイアン・ジーリング
ピーター・パーカーの親友。自身の発言に誤りもあるが（第2話において、資本主義の発言をしたつもりが、ピーターに「それ、共産主義」と返されたり）、前に付き合っていた女性と別れて違う女性（タロン）と付き合うこともあった。
インディラ・ダイモンジ（インディー）
声 - 日本語吹替え: 折笠愛/原語: アンジェル・ブルックス
ピーターの女友達。メガネを掛けている。
J・ジョナ・ジェイムソン
声 - 日本語吹替え: 立川三貴/原語: キース・キャラダイン
デイリー・ビューグル社の編集長。反スパイダーマンのため、ピーターの言うことには反論する。本作にはベティ・ブラントが名前だけ登場しており、通信機で「パーカーから請求書をもらっとけ！（第3話 リザードの復讐より）」と要求している。

### 敵
ターボジェット / ルイス・ワイラー（Turbojet / Louis Wyler）
声 - 日本語吹替え: 楠大典/原語: ハロルド・ペリノー・ジュニア
エンパイア・ステート大学の掃除係、ヴィルロイ・タワーの元住人。ターボジェットは超音速に走り出すことができ、彼の手から電磁力のように吸い込む能力がある。
キングピン
声 - 日本語吹替え: 大友龍三郎/原語: マイケル・クラーク・ダンカン
ニューヨーク市の犯罪組織のボス（マフィアともいう）。容姿は黒人で、世界の金融市場を混乱させるためにTX-1を盗んだが、騙された側のスパイダーマンが取り返し、FBIのもとに返った。声優は映画のデアデビルと同じで、日本語吹き替え版も一緒である。
カーチス・コナーズ/リザード
声 - 日本語吹替え: 大塚明夫/原語: ロブ・ゾンビ
ピーターが尊敬する爬虫類専門の教授。爬虫類のDNAを注射し、トカゲ姿となった。夜にスパイダーマンと戦うとき、ニューヨークの交通道路に落ちて死亡する。
ローニン・シカタ
声 - 日本語吹替え:？/原語: ジーナ・ガーション
魔法の剣を持ち、格闘も得意な暗殺者。テレキネシスのようなパワーで自由に逃げることができ、警察署に向かうメリー・ジェーンを襲ったことがある。この時、スパイダーマンが戦わないならMJは死ぬと言っていた。
怪盗シャイアン/タロン
声 - 日本語吹替え: 本田貴子/原語: イヴ
ブラックキャットのような怪盗、自分のことは魔女と言う。
セルゲイ/テラダックス・リーダー
声 - 日本語吹替え: 岩崎ひろし/原語: ジェームズ・マースターズ
テラダックス・アーマーを装備したヴィラン。テラダックスのリーダーであり、アレクセイ、ボリスをメンバーに入れている。3人ともKGBの元社員で襲撃計画を実行したが、スパイダーマンに逮捕されて失敗に終わっている。
クリスティーナ
声 - 日本語吹替え: 高山みなみ/原語: タラ・ストロング
エンパイア・ステート大学に通う女子大学生、心理学の勉強にピーターと協力していた。スパイダーマンが大好きでコレクションにしており、クリスティーナ自身が発明したESPヘルメットでピーター・パーカーのことを調べていたが、ピーターのスパイダーセンスのせいでESPヘルメットに電流が走り、クリスティーナが悪者となり、スパイダーマンの幻覚・幻聴を持ちながら、ピーターの最愛であるメリー・ジェーンを襲撃してしまう。スパイダーマンがエレベーターからメリー・ジェーンを助けてそのエレベーターの落下を防いだ後、怪我を負ったクリスはスパイダーマンの正体をコーヒー・スタンドのムアングと間違えて搬送される。
マックス・ディロン/エレクトロ
声 - 日本語吹替え:内田夕夜?/原語: イーサン・エンブリー
ピーター・パーカーの生徒。いつも高校と大学で同級生にいじめられており、ダンスパーティーでも同じことをされ、「みんな、腐って死ねばいいんだ！」と逃走し、そして電気式の看板で静電気を喰らい、稲妻人間エレクトロに変身する。また、サリーを困らせたこともある。
ゼルナー博士
声 - 日本語吹替え:？/原語: ジェフリー・コムズ
スマートドラッグを発明した科学者。この薬には意外な効果があると言い、接種者の1人であるフラッシュからスパイダーマンをお勧めされ、スパイダーマンにスマートドラッグを注入させようとしていた。
シルバー・セーブル / シルバー・サブリノヴァ
声 - 日本語吹替え:？/原語: ヴァージニア・マドセン
東ヨーロッパ出身の暗殺犯のリーダー。政府機関などから彼女は指名手配と指定されており、世界で3番目の犯罪者にあたる。ピーターが記者会見の写真を撮っているときに誤ってシルバー・セーブルが犯罪をして逃げ回っている写真を撮ってしまい、ピーターを排除するためにMJ、インディー、ハリーを人質に取っていた。
ロクサーヌ・ゲインズ
声 - 日本語吹替え: 竹田まどか/原語: キャシー・グリフィン
ゲインズ一家の娘でローランドの姉、催眠術のようなパワーを持つヴィラン。クレイヴンの孤児としてローランドと共に育てられていたが、クレイヴンが父と母を殺したことを知り、復讐の道へ走った。
ローランド・ゲインズ
声 - 日本語吹替え:？/原語: ジェレミー・ピヴェン
ゲインズ一家の息子でロクサーヌの兄、ロクサーヌと同じパワーを持っているヴィラン。クレイヴンの孤児としてロクサーヌと共に育てられていたが、姉のロクサーヌと同じ気持ちで復讐の道へ走っている。
クレイヴン・ザ・ハンター
声 - 日本語吹替え: 天田益男/原語: マイケル・ドーン
事の発端は触れられていないがセルゲイはゲインズ夫妻を殺害したことがあり、ロクサーヌとローランドを孤児として育てていたことがある。スパイダーマンを憎んでいるが、スパイダーマンと戦いに負けて逮捕されている。
バイカー・ツインズ / マック&ジャック
声 - 日本語吹き替え：不明/原語: デヴィッド・デルイーズ
本作のオリジナル・ヴィラン。「ゼルナーの薬」の回で2人組が軍隊の装甲車を盗んだ後にモーター式のバイクで逃走していたが、スパイダーマンに捕まっている。
リチャード・ダミアン
声 - 日本語吹き替え：不明/原語: リチャード・ダミアン
ローニン・シカタの取引相手。シカタに1,000ドルを出し、スパイダーマンを誘拐してコレクションにすると言っていた。

### その他
サリー・ジョンソン
声 - 日本語吹替え: 新井里美/原語: ジュリー・ナサンソン
マックスとピーターの同級生。クラブでマックスと会っていたが、いじめの関係から会話が中断していた。自分の家にエレクトロが現れ、自分をつきまとって電気にさせようとしていることに恐怖感を感じていた。
フラッシュ・トンプソン
声 - 日本語吹替え: 大森はじめ/原語: デヴォン・サワ
ピーターが嫌いな同級生。ゼルナーの実験に参加しており、薬の実験でピーターを殺させようと企んでいた。
バー巡査
声 - 日本語吹替え：小室正幸/原語: エドワード・アズナー
ニューヨーク市警の男性警察官。スパイダーマンの事をあまり良くは思っていない。
ダグ・リースマン
声 - 日本語吹き替え：不明/原語: ジェフ・フィッシャー
マックスをいじめるクラブのリーダー。
ウィリアムズ教授
声 - 日本語吹き替え：不明/原語: クリー・サマー
エンパイア・ステート大学の女教授、科学を専門として講師をしている。
フランク・エルソン
声 - 日本語吹き替え：多田野曜平/原語: スタン・リー
第12話・第13話に登場、ピーターがメリージェーンのお墓参りをしているときに現れた。
- その他の担当声優 - 北村允志[7]、牛村友哉[8]、畑農智実[9]、深川史麻[10] ほか

## スタッフ
- 製作総指揮 - アヴィ・アラッド、リック・アンガー、スタン・リー、モーガン・ゲンデル
- 共同製作総指揮 - アウデュ・ペイデン、ブライアン・マイケル・ベンディス
- 監督[11] - アウデュ・ペイデン
- キャラクターデザイン・キャラクター監修 - デビッド・ハートマン
- 背景スーパーバイザー - ヴィンス・トヤマ
- CGIスーパーバイザー - キム・チャップマン
- モデリングスーパーバイザー - ラック・タファロディ、フレッド・ペイジ
- テクニカルディレクター - ジャレッド・ジョンソン
- 色彩設計 - ジョン・カルメット
- 編集 - ブルース・A・キング
- 音楽 - ジョン・ディグウィード、ニック・ミューア、ウィリアム・アンダーソン
- ダイアログ・ディレクター - スーザン・ブルー
- CGIアニメーションプロデューサー - スティーブン・ウェンドランド、バーバラ・ゼレンスキ
- アニメーション制作 - メインフレーム・エンターテイメント
- 製作 - アデレード・プロダクション、メインフレーム・エンターテインメント、マーベル

### 日本語版スタッフ
- プロデューサー - 後宮昌樹[4]、林昌樹[4]
- 翻訳 - 松崎広幸[4]
- 演出 - 岩見純一[4]
- 調整 - 亀田亮治[4][注釈 1]、山田明寛[注釈 2]
- 録音制作 - ACクリエイト[12]
- 配給 - ソニー・ピクチャーズ エンタテインメント

## サブタイトル
| 話数 | 話数   | サブタイトル           | 原題                 | 脚本                                            | 演出                                                               | CGIディレクター            | 米国放送日    | 日本放送日 (日テレ) | 日本放送日 (AXN) | 日本放送日 (ANIMAX) |
| --- | ------ | ---------------------- | -------------------- | ----------------------------------------------- | ------------------------------------------------------------------ | -------------------------- | ------------- | ------------------- | ---------------- | ------------------- |
| 第10話 | 第1話  | ターボジェットの信念   | Heroes and Villains  | モーガン・ゲンデル                              | ティム・エルドレッド                                               | スティーブ・ボール         | 2003年8月22日 | 2004年4月1日        | 2004年4月6日     | 2004年6月19日       |
| ロビンフッドのようなターボジェットが街中で大暴走。みんながターボジェットを応援し、スパイダーマンを批判する。 |        |                        |                      |                                                 |                                                                    |                            |               |                     |                  |                     |
| 第9話 | 第2話  | キングピンの罠         | Royal Scam           | リック・サヴァル                                | ヴィンセント・エドワーズ                                           | ショーン・フリューワー     | 2003年8月15日 | 2004年4月1日        | 2004年4月13日    | 2004年6月26日       |
| キングピンがTX-1を使って世界の金融市場を混乱させている。スパイダーマンは、TX-1を破壊するためにキングピンと立ち向かう。 |        |                        |                      |                                                 |                                                                    |                            |               |                     |                  |                     |
| 第3話 | 第3話  | リザードの復讐         | Law of the Jungle    | グレッグ・ジョンソン                            | アウデュ・ペイデン                                                 | セバスチャン・ブローディン | 2003年7月18日 | 2004年4月8日        | 2004年4月20日    | 2004年7月3日        |
| 爬虫類のDNAを自分の体内に注入したコナーズ教授は、復讐心を持ったリザードに七変化してしまう。スパイダーマンは、リザードの暴走を止める。 |        |                        |                      |                                                 |                                                                    |                            |               |                     |                  |                     |
| 第2話 | 第4話  | シカタの魔剣           | Sword of Shikata     | トッド・フェルダーシュタイン モーガン・ゲンデル | ブランドン・ヴィエッティ                                           | ジョニー・ダレル           | 2003年7月11日 | 2004年4月8日        | 2004年4月27日    | 2004年7月10日       |
| 親愛なる隣人スパイダーマンは、生け捕りにやってきたシカタから敗北を味合わされることになる。 |        |                        |                      |                                                 |                                                                    |                            |               |                     |                  |                     |
| 第4話 | 第5話  | 怪盗シャイアン         | Keeping Secrets      | マーシャ・グリフィン                            | アラン・コールドウェル                                             | ジョニー・ダレル           | 2003年7月18日 | 2004年4月15日       | 2004年5月4日     | 2004年7月17日       |
| ニューヨークの街でシャイアンが強盗事件を起こす。怪盗の正体を探るために、スパイダーマンはシャイアンと戦う。 |        |                        |                      |                                                 |                                                                    |                            |               |                     |                  |                     |
| 第5話 | 第6話  | テラダックス飛来       | Tight Squeeze        | モーガン・ゲンデル                              | アウデュ・ペイデン                                                 | ジョニー・ダレル           | 2003年7月25日 | 2004年4月15日       | 2004年5月11日    | 2004年7月24日       |
| テラダックスの一員になった元KGBエージェントの3人は、KGB社でピーターとインディを含む社員たちを人質に取る。スパイダーマンをよこせという要求を聞いたピーターは、自分の正体を明かさずにテラダックスと戦う。                                                 |        |                        |                      |                                                 |                                                                    |                            |               |                     |                  |                     |
| 第6話 | 第7話  | クリスティーナの偏愛   | Head Over Heels      | トレイシー・フォーブス                          | ブランドン・ヴィエッティ                                           | パトリック・キャロル       | 2003年7月25日 | 2004年4月22日       | 2004年5月18日    | 2004年7月31日       |
| クリスティーナは、新たに発明したESPヘルメットをピーターに見せる。しかし、電気ショックにより王冠が壊れ、おかしくなってしまう。幻覚なのか現実なのか分からなくなったクリスティーナは、愛するスパイダーマン（本人が見ている幻）のために命令を聴きMJを襲う。 |        |                        |                      |                                                 |                                                                    |                            |               |                     |                  |                     |
| 第1話 | 第8話  | エレクトロ誕生         | The Party            | ブライアン・マイケル・ベンディス                | アウデュ・ペイデン                                                 | スティーブ・ボール         | 2003年7月11日 | 2004年4月22日       | 2004年5月25日    | 2004年8月7日        |
| ピーターの友達のマックスは、真夜中のビルの屋上にある電気式看板で静電気を浴び、電気人間エレクトロに大変身。良い子の味方スパイダーマンは、友愛会のメンバーたちを復讐するエレクトロを止める。                                                              |        |                        |                      |                                                 |                                                                    |                            |               |                     |                  |                     |
| 第11話 | 第9話  | ゼルナーの薬           | Flash Memory         | ウィップ・リプシー スコット・リプシー           | ティム・エルドレッド                                               | セバスチャン・ブローディン | 2003年8月29日 | 2004年4月29日       | 2004年6月1日     | 2004年8月14日       |
| ゼルナーは、スマートドラッグという非常に危険な薬を発明。フラッシュで実験のテストに成功したが、IQの向上を理由に副作用が起こる可能性があるとされる。そこでフラッシュは、ピーター・パーカーを実験に使おうと企む。                                          |        |                        |                      |                                                 |                                                                    |                            |               |                     |                  |                     |
| 第8話 | 第10話 | シルバーセーブル参上   | Spider-Man Dis-Abled | モーガン・ゲンデル リック・サヴァル             | アラン・コールドウェル                                             | ジェームズ・E・タイラー    | 2003年8月8日  | 2004年4月29日       | 2004年6月8日     | 2004年8月21日       |
| 記者会見を取材したピーターは、シルバー・セーブルの犯罪行動を誤って記録してしまう。シルバー・セーブルは、そのテープを盗むために、MJ、ハリー、インディアの命を取る。                                                                                      |        |                        |                      |                                                 |                                                                    |                            |               |                     |                  |                     |
| 第7話 | 第11話 | エレクトロの逆襲       | When Sparks Fly      | モーガン・ゲンデル                              | ヴィンセント・エドワーズ                                           | イズィキエル・ノートン     | 2003年8月1日  | 2004年5月6日        | 2004年6月15日    | 2004年8月28日       |
| エレクトロがテレビの中から蘇り、片思いのサリーを電気人間にさせようとする。 |        |                        |                      |                                                 |                                                                    |                            |               |                     |                  |                     |
| 第12話 | 第12話 | ロクサーヌとローランド | Mind Games, Part 1   | モーガン・ゲンデル                              | アラン・コールドウェル ヴィンセント・エドワーズ アウデュ・ペイデン | ショーン・フリューワー     | 2003年9月5日  | 2004年5月13日       | 2004年6月22日    | 2004年9月4日        |
| 超能力テレパシーを持った兄妹のゲインズ・ツインズが装甲輸送車から脱走するのをスパイダーマンが止める。その後、MJに正体を明かす。そこでクレイヴンがやってきて、MJの命を狙おうとする。                                                                      |        |                        |                      |                                                 |                                                                    |                            |               |                     |                  |                     |
| 第13話 | 第13話 | さらばスパイダーマン   | Mind Games, Part 2   | スティーブン・クリオジーレ                      | ティム・エルドレッド ブランドン・ヴィエッティ                      | スティーブ・ボール         | 2003年9月12日 | 2004年5月13日       | 2004年6月29日    | 2004年9月11日       |
| MJを失ったピーターは、クレイヴンに復讐する。ツインズをやっと捕まえたが、インディは重傷を負う。そんな罪悪感から、ピーターはスパイダーマンを引退する。 |        |                        |                      |                                                 |                                                                    |                            |               |                     |                  |                     |

日本テレビでの放送時間変更
| 放送日付      | 放送詳細                                                                                     | 遅れ     | 備考                                    |
| ------------- | -------------------------------------------------------------------------------------------- | -------- | --------------------------------------- |
| 2004年4月8日  | 木曜26時25分 - 27時20分 (金曜 2時25分 - 3時20分)                                             | 15分遅れ |                                         |
| 2004年4月15日 | 木曜26時35分 - 27時30分 (金曜 2時35分 - 3時30分)                                             | 25分遅れ |                                         |
| 2004年5月6日  | 特別番組「スパイダーマン誕生の秘密」を放送 木曜 26時37分 - 27時05分 (金曜 2時37分 - 3時05分) | 通常放送 | 「スパイダーマン2」劇場公開記念特別企画 |
| 2004年5月13日 | 「さらばスパイダーマン」前編・後編を放送 26時40分 - 27時35分 (2時40分 - 3時35分)             | 30分遅れ |                                         |

特別番組「スパイダーマン誕生の秘密」
この番組は日本テレビで2004年5月6日に放送された。この番組の原作者であるスタン・リーが、スパイダーマンの魅力を語るという内容だった。

## 映像ソフト化

### アメリカ版
2004年1月に『Spider-Man: The New Animated Series: Special Edition』というタイトルでDVDが発売。左記とは別に、2004年から2005年までそれぞれ3話を収録したDVDも発売された。

### 日本版
レンタル版は2004年12月3日から開始、通常版は2009年9月2日に発売された。音声・字幕には英語と日本語が搭載されており、ドルビーデジタル5.1chに対応。なお、日本語音声においてキングピンの「スパイダーマンは食いついたか」のところに不具合があり、「スパイ」の部分が抜けてしまっている。この部分は現在も修正されないままである。
| DVDタイトル                                         | 発売日        | 型番      |
| --------------------------------------------------- | ------------- | --------- |
| スパイダーマン 新アニメシリーズVol.1 (レンタル専用) | 2004年12月3日 | RDD-02048 |
| スパイダーマン 新アニメシリーズVol.2 (レンタル専用) | 2004年12月3日 | RDD-02049 |
| スパイダーマン 新アニメシリーズVol.1                | 2009年9月2日  | OPL-02048 |
| スパイダーマン 新アニメシリーズVol.2                | 2009年9月2日  | OPL-02049 |

## 放送局
| 放送局       | 放送日付                                                                | 放送時間                                                         | 備考                                       |
| ------------ | ----------------------------------------------------------------------- | ---------------------------------------------------------------- | ------------------------------------------ |
| 日本テレビ   | 2004年4月1日 - 5月13日                                                  | 木曜 26:10 - 27:10                                               | 「うしみつショー」枠                       |
| 名古屋テレビ | 2004年4月16日 - 8月                                                     | 金曜 27:20 - 27:50                                               |                                            |
| 朝日放送     | 2004年4月28日 - 7月                                                     | 水曜 26:51 - 27:21                                               | [ 30 ]                                     |
| KBS京都      | 2007年4月1日 - 6月24日                                                  | 日曜 24:15 - 24:45                                               |                                            |
| TOKYO MX     | 2008年11月7日 - 2009年2月6日                                            | 金曜 23:00 - 23:30                                               |                                            |
| AXN          | 2004年4月6日 - 6月29日 2004年4月7日 - 6月30日 2004年4月11日 - 7月4日    | 火曜 24:00 - 24:30 水曜 5:00 - 5:30 (再) 日曜 16:00 - 16:30 (再) | 水曜・日曜は再放送                         |
| AXN          | 2004年12月4日 - 12月25日                                                | 土曜 13:00 - 14:30                                               | 3話連続放送 25日のみ4話連続放送(15:00まで) |
| アニマックス | 2004年6月19日 - 9月11日 2004年6月24日 - 9月16日 2004年6月25日 - 9月17日 | 土曜 9:30 - 10:00 木曜 22:30 - 23:00 (再) 金曜 3:30 - 4:00 (再)  | 木曜・金曜は再放送                         |

## ネット配信
アメリカでは2022年10月19日から2023年12月4日までDisney+で配信された（スペインやブラジルでは配信を継続している）。アメリカのMTVで放送されたときの話数順で配信されているためか、予告編も収録されている。映像方式はNTSC方式ではなくPAL方式を使用している。
映像ソースはDVDと同じ16:9（HD画質）で、テレビ初放送時は4:3（SD画質）で行われた。
日本では2022年3月31日から12月31日までdアニメストアで配信されたことがあるが、現在視聴可能なのはビデオマーケットとカンテレドーガのみ。次回予告については日本語吹き替え版が存在するが、DVD及びdアニメストアではカットされている。これはAXNで放送されたもので、日本テレビではカットされた。